# Phenacoccus gregosus
Phenacoccus gregosus är en insektsart som beskrevs av Williams och Granara de Willink 1992. Phenacoccus gregosus ingår i släktet Phenacoccus och familjen ullsköldlöss. Inga underarter finns listade i Catalogue of Life.